# Peregu Mare
Peregu Mare (Hongaars:Németpereg) is een Roemeense gemeente in het district Arad. De gemeente ligt direct aan de Hongaarse grens. Peregu Mare telt 1625 inwoners, onder wie veel minderheden. Naast de hoofdkern bestaat de gemeente nog uit het naastgelegen dorp Peregu Mic.
De gemeente grenst aan Pecica, nadlac en het Hongaarse Battonya. In 1920 werd de gemeente Roemeens hoewel tot op de dag van vandaag de Hongaren de meerderheid van de bevolking vormen.

## Bevolkingssamenstelling
De gemeente heeft een zeer bijzondere bevolkingssamenstelling: De Roemenen zijn een minderheid met 412 inwoners, de Hongaren domineren met 730 inwoners, De Roma 15, Oekraïners 19, Duisers 55, Slowaken 203 en de Tsjechen zijn met 55 zielen.
Per kern ziet het er als volgt uit:
Peregu Mare heeft 785 inwoners waaronder 287 Roemenen, 199 Slowaken, 54 Tsjechen en 53 Hongaren. 	
Peregu Mic heeft 840 inwoners waarvan de Hongaren er 677 en de Roemenen met 125 personen zijn.